# Модний дизайн
Дизайн одягу — область прикладного мистецтва, яка займається дизайном одягу та аксесуарів до нього. Дизайнер, що працює в галузі моди, називається «модельєр».
Дизайн одягу відрізняється від дизайну костюмів (наприклад, у кіно чи театрі) тим, що його виробництво зазвичай здійснюється протягом одного-двох сезонів. «Сезон» у моді визначається як осінь/зима або весна/літо. Початком модного дизайну заведено вважати XIX століття, коли Чарльз Фредерік пришив ярлик виробника на одяг, який він розробляв. Хоча всі види одягу протягом історії вивчаються академіками в галузі дизайну костюма, тільки одяг, створений після 1858 року, входить до дизайну одягу.
Багато модельєрів розробляють одяг та аксесуари для загального користування, а деякі так звані «елітні дизайнери» працюють на замовлення для приватних клієнтів. Інші елітні дизайнери продають свою продукцію лише в індивідуальних магазинах модного одягу або у відділах високої моди. Більшість модельєрів працюють у компаніях швейної промисловості та розробляють чоловічий, жіночий та дитячий одяг для масового ринку. Речі, які носять лейбли відомих модельєрів, таких як Calvin Klein або Ralph Lauren, зазвичай виробляються дизайнерськими групами чи окремими дизайнерами, які працюють під керівництвом головного дизайнера.